# Proagriocharis kimballensis
Proagriocharis kimballensis es una especie extinta de ave galliforme de la familia Phasianidae y único representante del género Proagriocharis. Estrechamente relacionado con los pavos o guajolotes, vivió durante el Plioceno superior y era más pequeña que otras especies de pavos.